# Sirene
Pour les articles homonymes, voir Sirène pour la créature légendaire ou Sirène (homonymie).

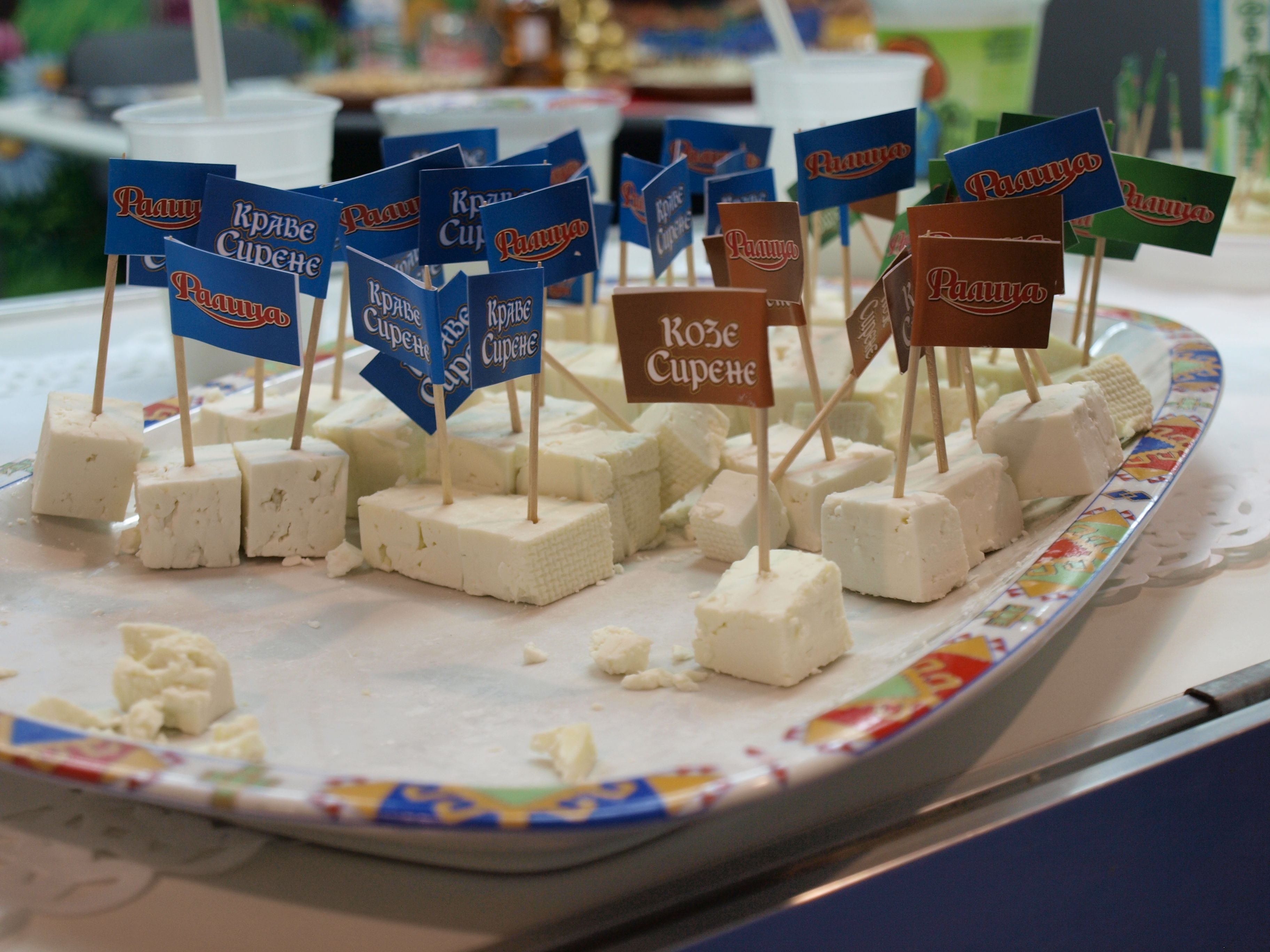
Petits cubes de sirenje.

Le sirene, ou sirenje (en bulgare : сирене ; prononcé : [ˈsireɲe] ; en serbo-croate : сир, sir ; en albanais : djath i bardhe), aussi connu sous le nom de « fromage en saumure blanc » (en bulgare : бяло саламурено сирене) est un type de fromage en saumure du sud-est de l'Europe, consommé en particulier en Bulgarie, en Croatie, en Serbie, en Macédoine du Nord, en Roumanie, en Albanie, au Monténégro et aussi en Israël.
Il est produit à base de lait de chèvre, de brebis ou de vache ou d'une combinaison de ces laits.
Il est légèrement granuleux avec au minimum 46-48 % de matière sèche et une teneur en matières grasses dans la matière sèche d'environ 44-48 %. Il est généralement produit par blocs et a une texture légèrement granuleuse. Il est utilisé comme fromage de table, ainsi que dans les salades et la cuisine (kachamak, patatnik).